# Acolytes (film)
Acolytes è un film australiano del 2008 diretto da Jon Hewitt.

## Trama
James Tresswick e Mark Vincent sono due adolescenti al loro ultimo anno di scuola che sono stati vittime del bullo Gary Parker, il quale li ha violentati quando erano più giovani.  Più tardi, mentre sta vagando da solo nella foresta, Mark vede un uomo che sta seppellendo un corpo. I due amici decidono quindi di scavare per scoprire che cosa quell'uomo ha sepolto e si recano nel bosco insieme alla fidanzata di James, Chasely. Con orrore essi scoprono il corpo di una giovane ragazza con accanto una piccola bandiera canadese.